# یواس‌اس دلتا (ای‌آر-۹)
یواس‌اس دلتا (ای‌آر-۹) (به انگلیسی: USS Delta (AR-9)) یک کشتی بود که طول آن ۴۹۰ فوت ۶ اینچ (۱۴۹٫۵۰ متر) بود. این کشتی در سال ۱۹۴۱ ساخته شد.